# محاصره صور (۱۱۱۱–۱۱۱۲)
محاصره صور (انگلیسی: Siege of Tyre)، در ۲۹ نوامبر ۱۱۱۱ تا ۱۰ آوریل ۱۱۱۲ به وقوع پیوست که طی آن شهر دریایی صور در سواحل کشور امروزی لبنان، توسط نیروهای صلیبی به رهبری بالدوین یکم پادشاه اورشلیم و نیروهای پشتیبان بیزانسی محاصره شد. در سال‌های گذشته، بالدوین موفق به فتح عکا، طرابلس، صیدا و بیروت از خلافت فاطمی شده بود. بالدوین موفق به محاصره شهر شد اما با رسیدن نیروهای کمکی از جانب بوریان یا همان اتابکان دمشق، محاصره شکسته شد و نیروهای صلیبی مجبور به عقب‌نشینی از شهر شدند.